# محمد هیثمی
محمد هیثمی (انگلیسی: Mohammed Haythami؛ زادهٔ ۴ دسامبر ۱۹۹۳) یک ورزشکار است.